# Tea (prénom)
Pour les articles homonymes, voir Tea.
Cette page présente le prénom Tea ainsi que ses variantes.
Tea est un prénom féminin pouvant désigner :

## Prénom
- Tea Dongouzachvili (née en 1976), judokate russe
- Tea Grubišić (en) (née en 1985), joueuse croate de handball
- Tea Hiilloste (en) (née en 1982), chanteuse et présentatrice finlandaise
- Tea Lanchava (née en 1974), joueuse d'échecs néerlandaise
- Tea Mäkipää (en) (née en 1973), artiste finlandaise
- Tea Palić (en) (née en 1991), skieuse alpine croate
- Tea Pijević (en) (née en 1991), joueuse croate de handball
- Tea Sugareva (en) (née en 1989), poétesse et directrice de théâtre bulgare
- Tea Vikstedt-Nyman (née en 1959), coureuse cycliste finlandaise